# Palacio de la Diputación de Pontevedra
El palacio de la Diputación de Pontevedra situado en la ciudad española de Pontevedra, es un edificio ecléctico del siglo XIX sede de la Diputación Provincial de Pontevedra, el organismo de gobierno de la provincia de Pontevedra. Está situado entre la Alameda de Pontevedra y el Parque de las Palmeras.

## Historia
La Diputación Provincial de Pontevedra se constituyó en 1836, la última de las cuatro provincias gallegas. Durante décadas tuvo su sede en el  convento en desuso de San Francisco, antes de trasladarse al actual Palacio de la Gran Vía de Montero Ríos en 1890. En la década de 1870 se emprendió el proyecto de una nueva sede, debido al elevado coste que suponía el mantenimiento de la sede conventual.
En 1882, la Diputación solicitó al ayuntamiento de Pontevedra la venta de un terreno en la parte este de la Gran Vía de Montero Ríos. Ese mismo año Domingo Rodríguez Sesmero y su hijo Alejandro Sesmero presentaron una propuesta para el nuevo palacio de la diputación de estilo clásico. Sin embargo, el proyecto definitivo fue finalmente diferente y mostró la influencia del estilo ecléctico y el sentido decorativo de Alejandro Rodríguez Sesmero al adoptar ciertos elementos de la arquitectura francesa de la Casa Consistorial de Pontevedra.
El 21 de febrero de 1883 se aprobó el proyecto y se adjudicaron las obras, bajo la dirección de Daniel Rodríguez Vaamonde, sustituido posteriormente por Antonio Crespo y Siro Borrajo. En 1884 la Diputación Provincial de Pontevedra compró al Ayuntamiento de Pontevedra los terrenos donde se ubica el actual Palacio. Las obras comenzaron el 1 de marzo de 1884 y se prolongaron hasta el 8 de noviembre de 1890.
El edificio se adaptó especialmente a las necesidades de distinción, simbolismo y grandilocuencia de finales del siglo XIX.

## Descripción
Alejandro Sesmero diseñó un gran palacio para uso administrativo y optó por combinar elementos de otras épocas, como la arquitectura clásica, renacentista y barroca.
El palacio pertenece al estilo ecléctico con elementos y diseño inspirados en la arquitectura francesa. Es de piedra, tiene planta cuadrada y dos pisos. La fachada está organizada simétricamente, con un cuerpo central y otros dos laterales ligeramente adelantados con sillares con almohadillado. Una gran escalinata conduce a la entrada principal, inspirada en un arco de triunfo, con arcos de medio punto enmarcados por columnas estriadas con capiteles jónicos.
El piso superior tiene un gran balcón con balaustrada y otros tres arcos de medio punto enmarcados por columnas corintias, también estriadas. Estas columnas enmarcan las ventanas de la sala noble. Sobre ellas hay tres óculos y un frontón triangular en el que figura el escudo de la provincia de Pontevedra. Las ventanas de las esquinas del edificio están rematadas por frontones semicirculares y están decoradas con dinteles con veneras.
La decoración exterior, de fina mampostería, se inserta en las molduras alrededor de las ventanas adinteladas, y en las decoraciones sobre los dinteles, con volutas, palmetas y rocallas.
En el interior destaca la monumental escalera y la iluminación a través de grandes lucernarios en el techo. En la planta baja, hay un vestíbulo central sobre grandes pilares rematado por un gran lucernario y una vidriera con el escudo de la provincia de Pontevedra. El salón de plenos está decorado con yeserías antiguas. En el interior del edificio se utilizaron materiales innovadores para la época, como el hierro en las buhardillas y la mansarda.

## Galería de imágenes

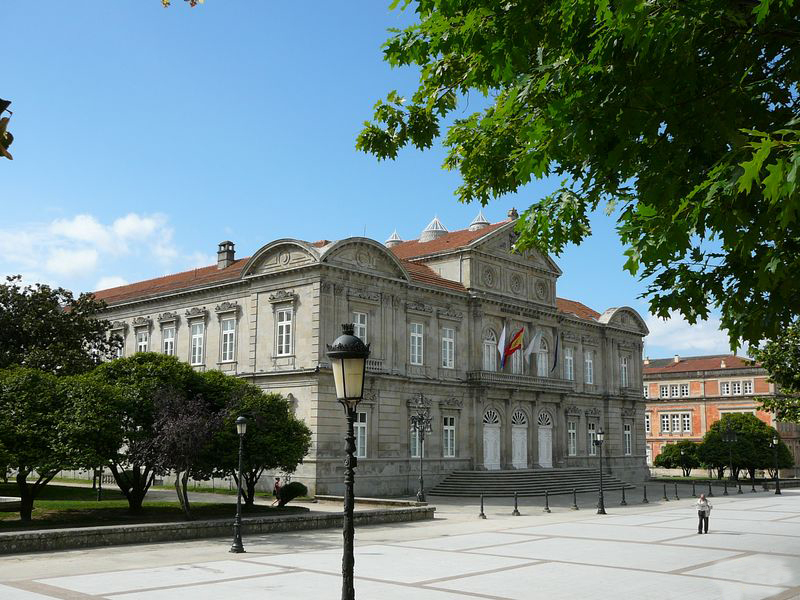
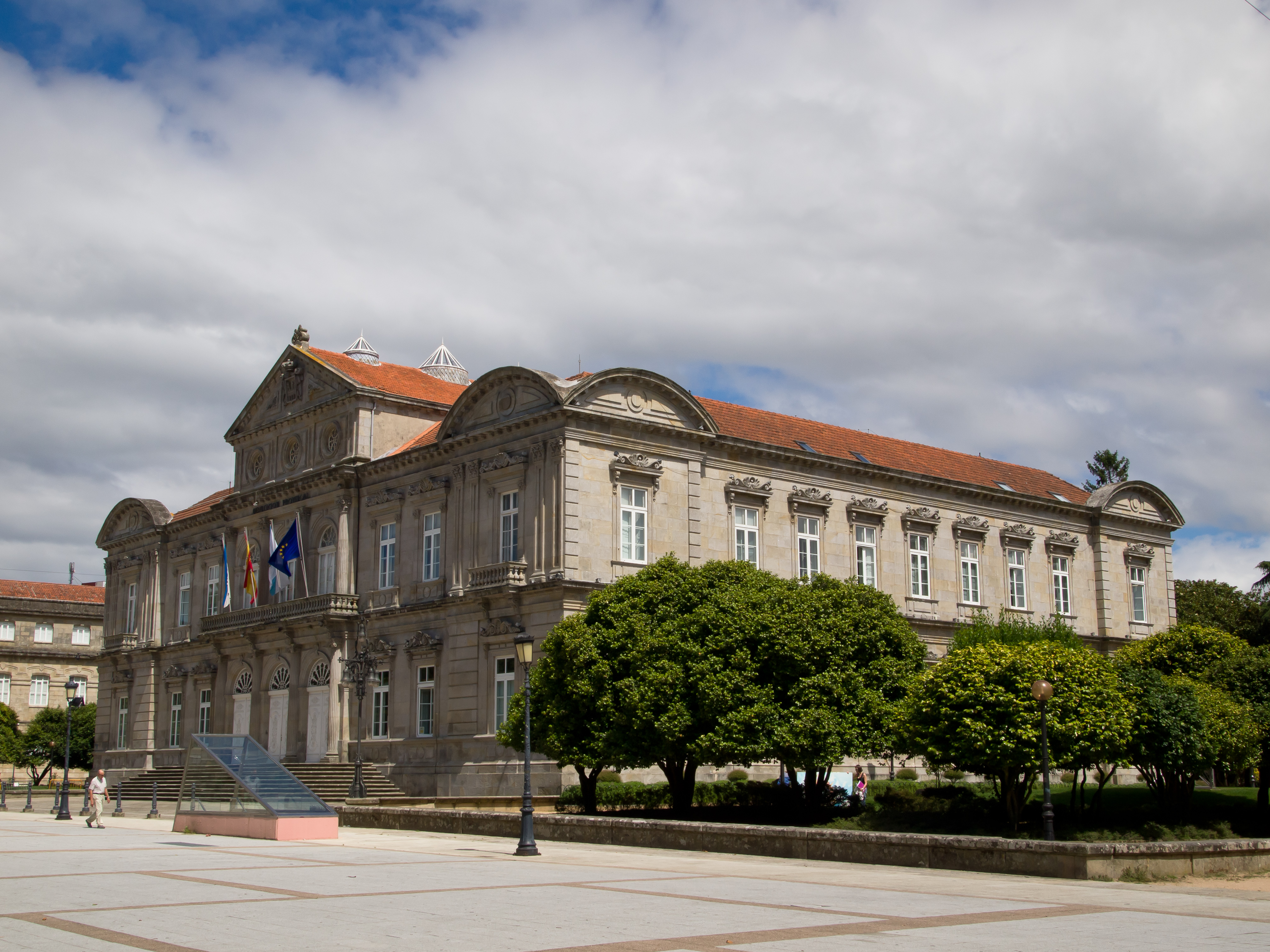
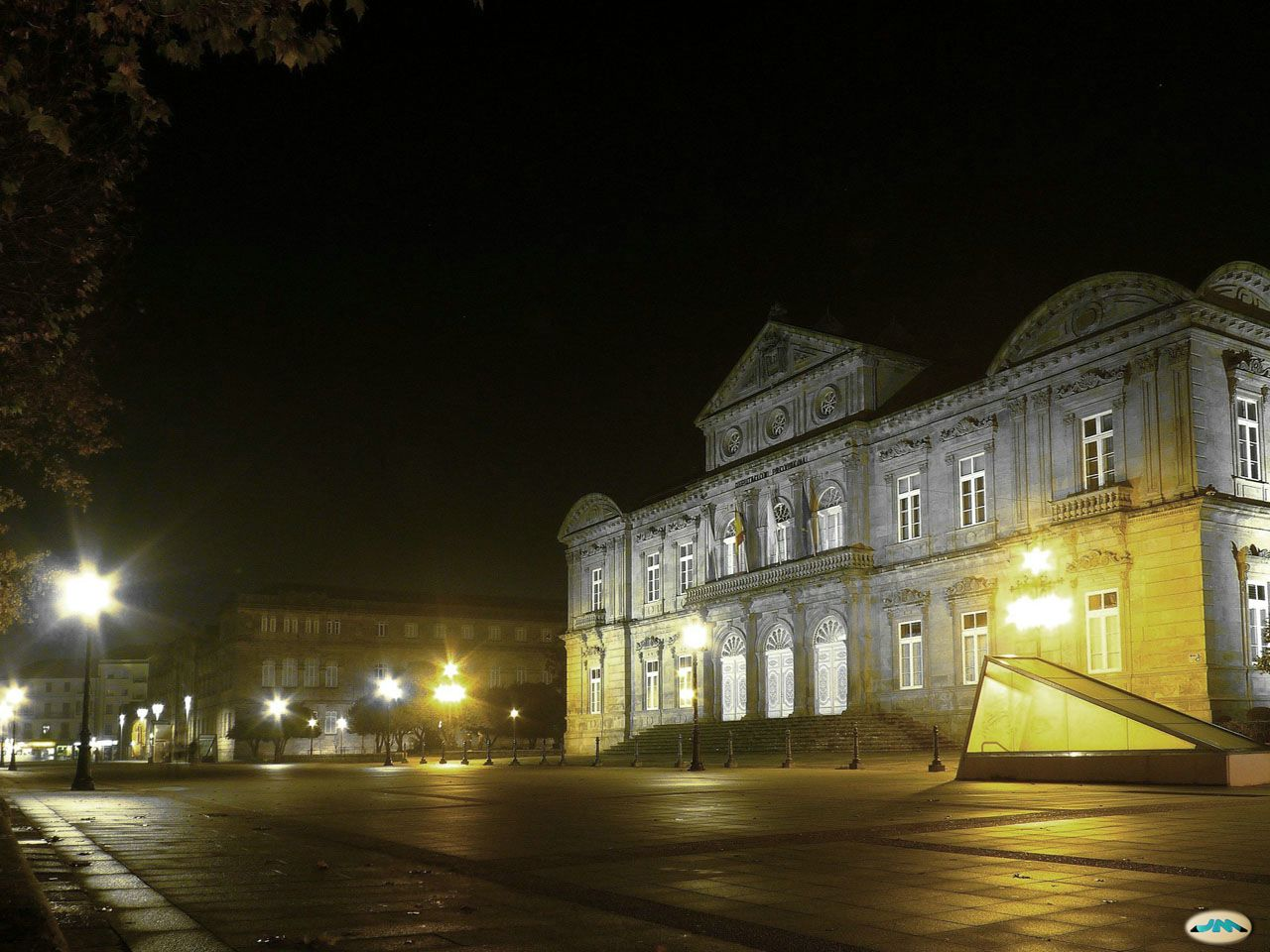
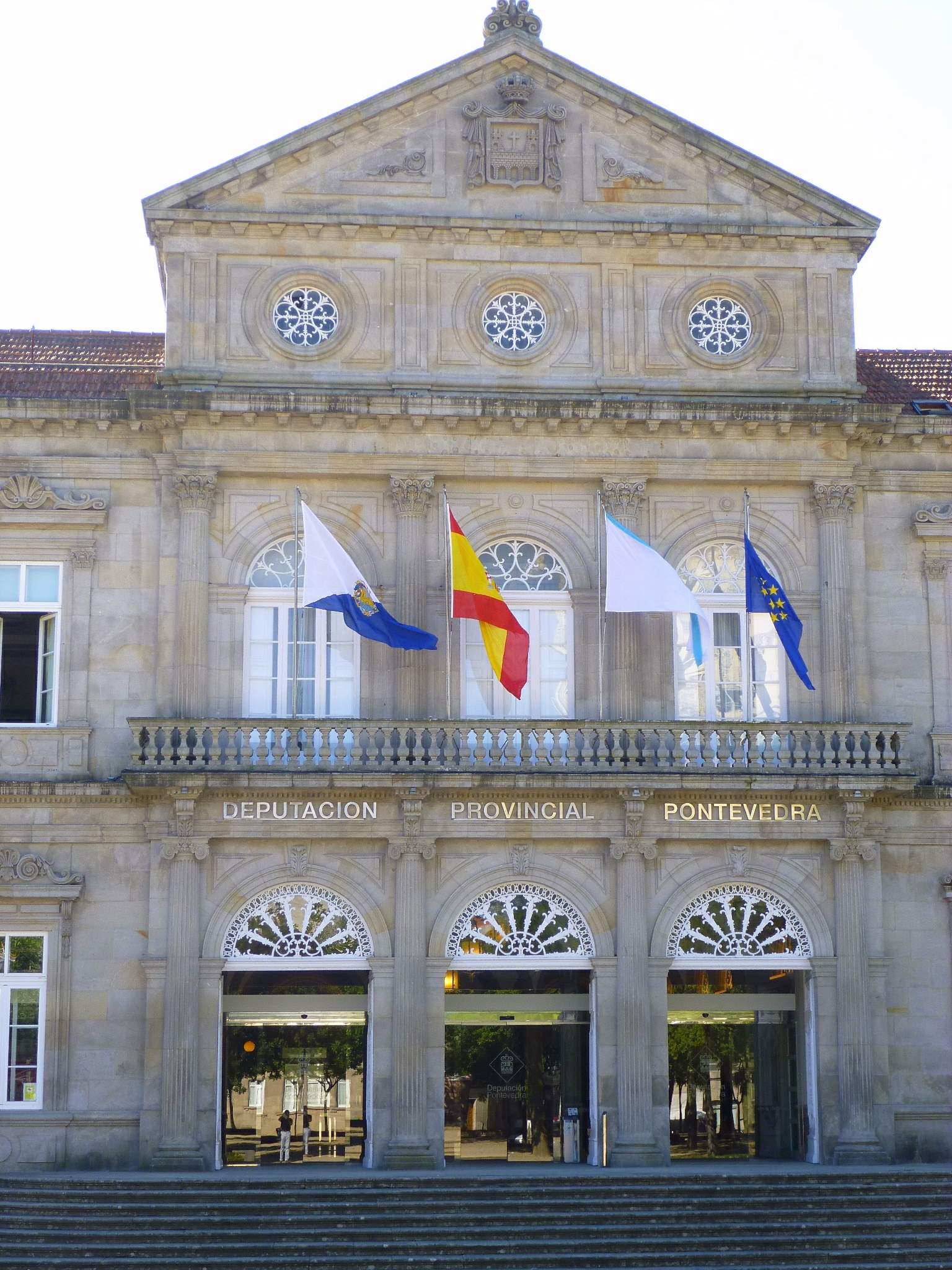
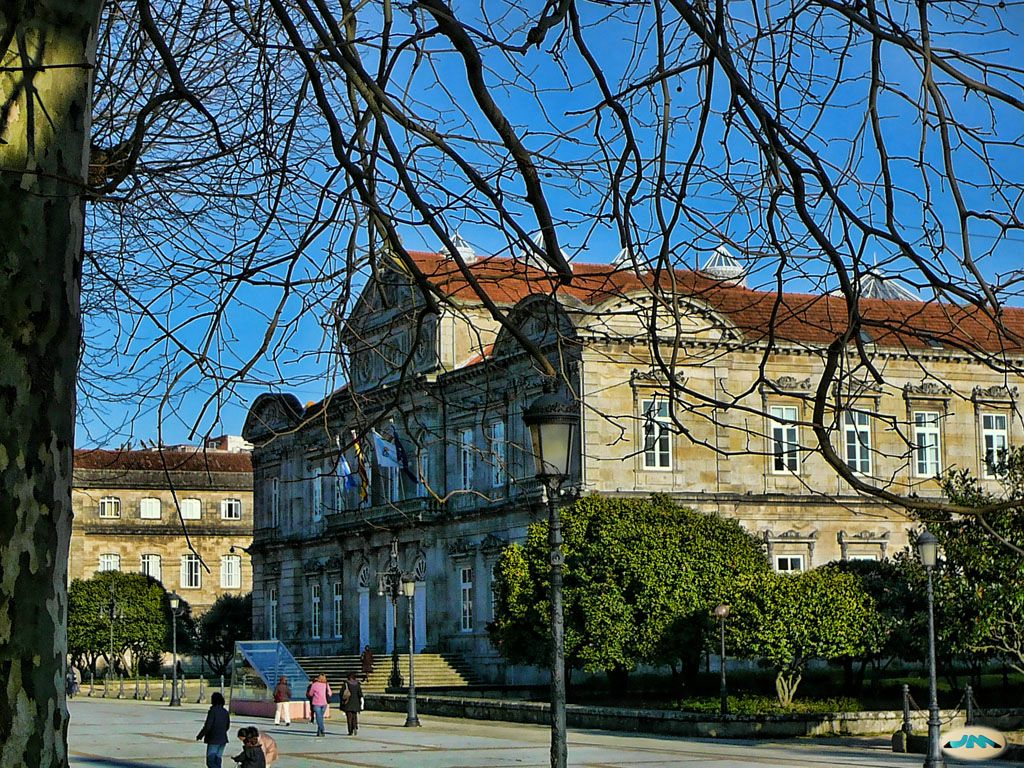
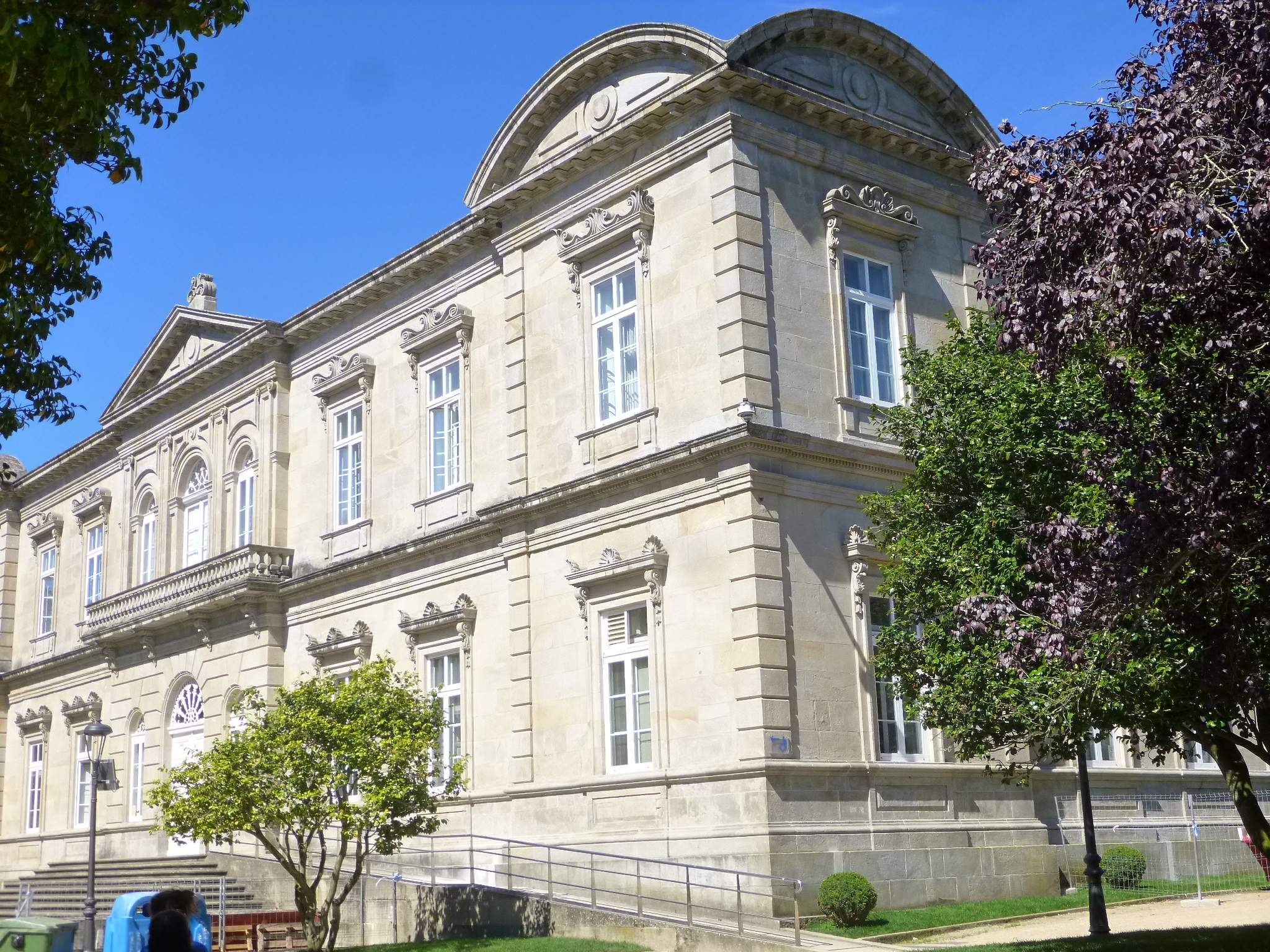
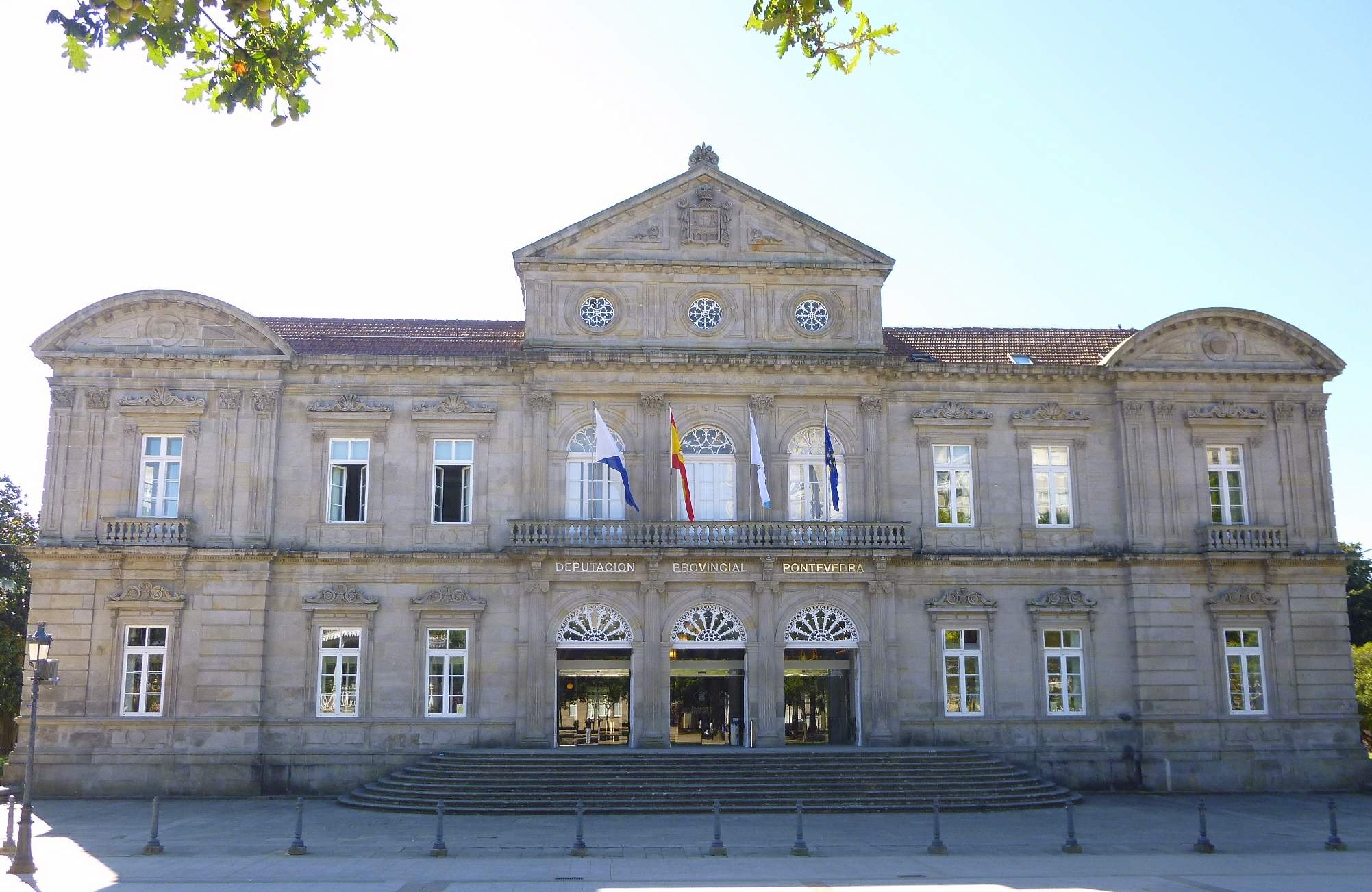
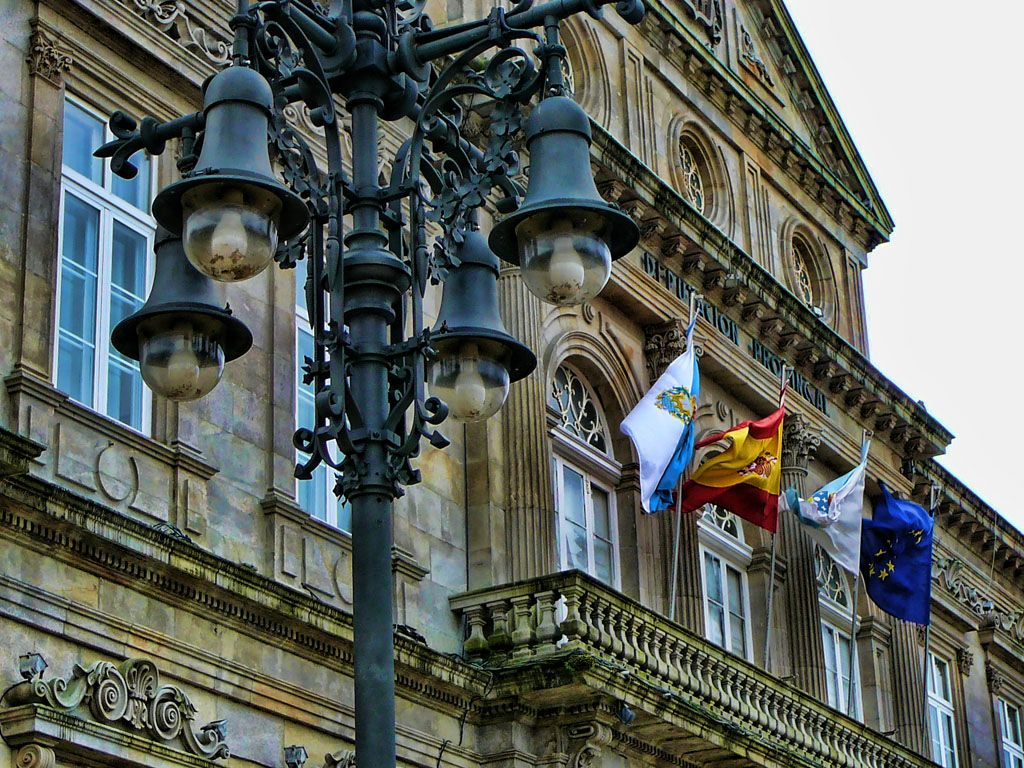
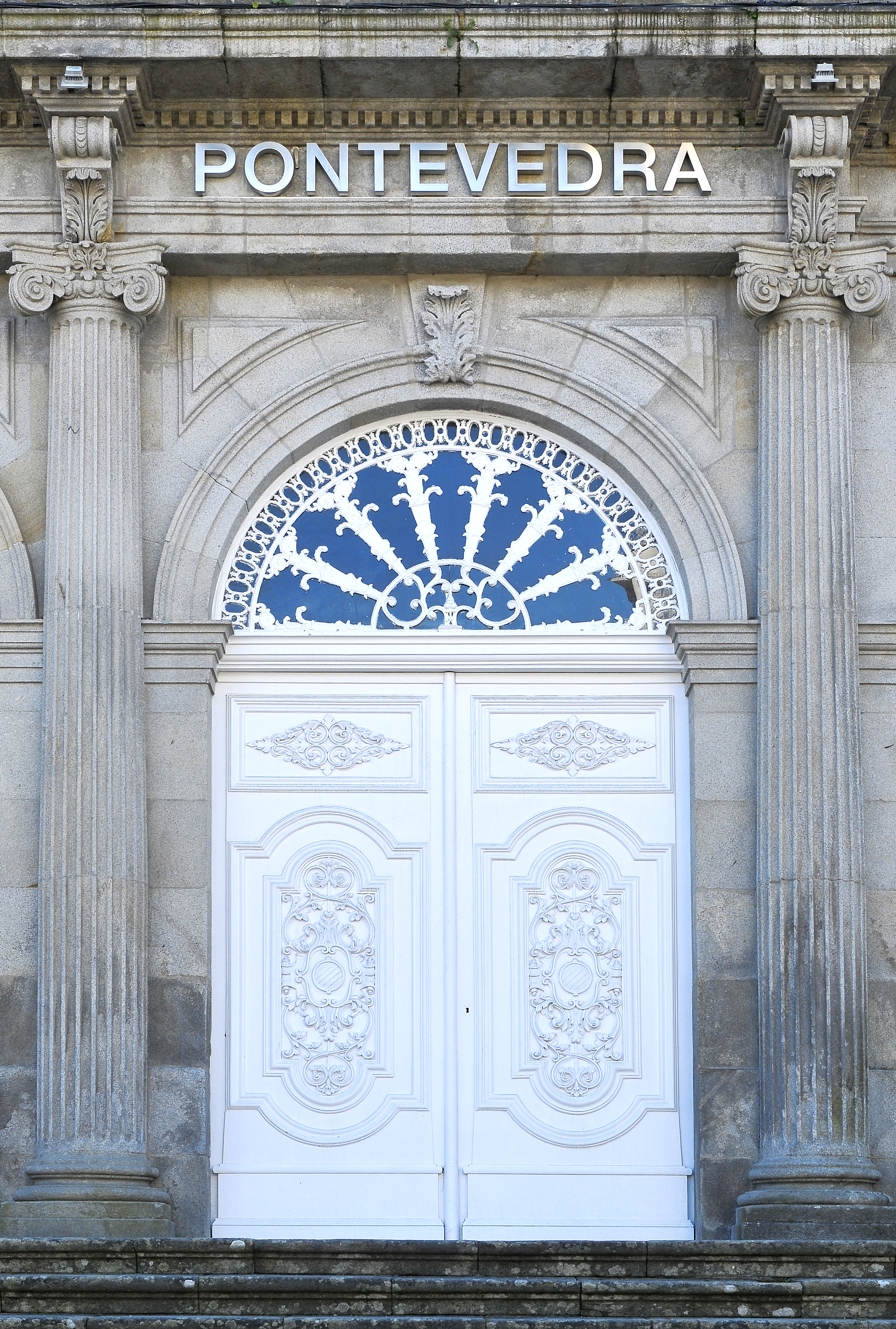
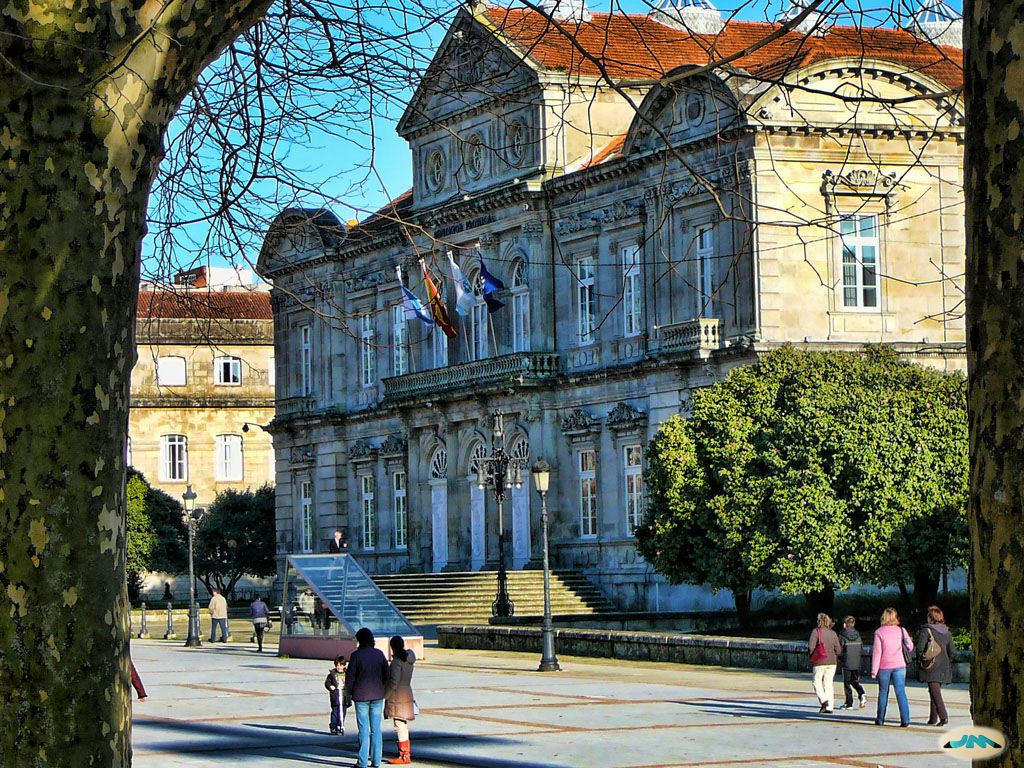
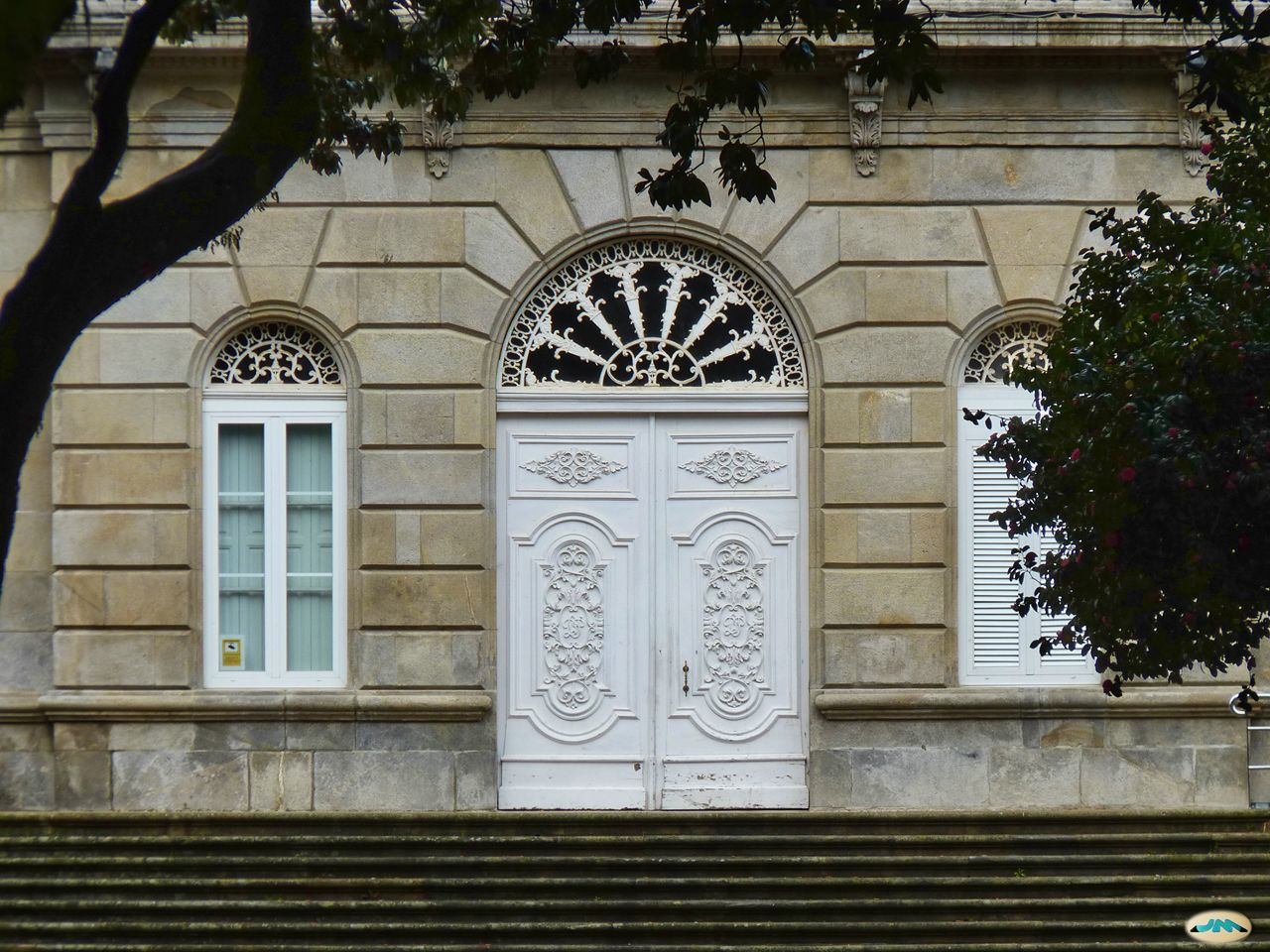
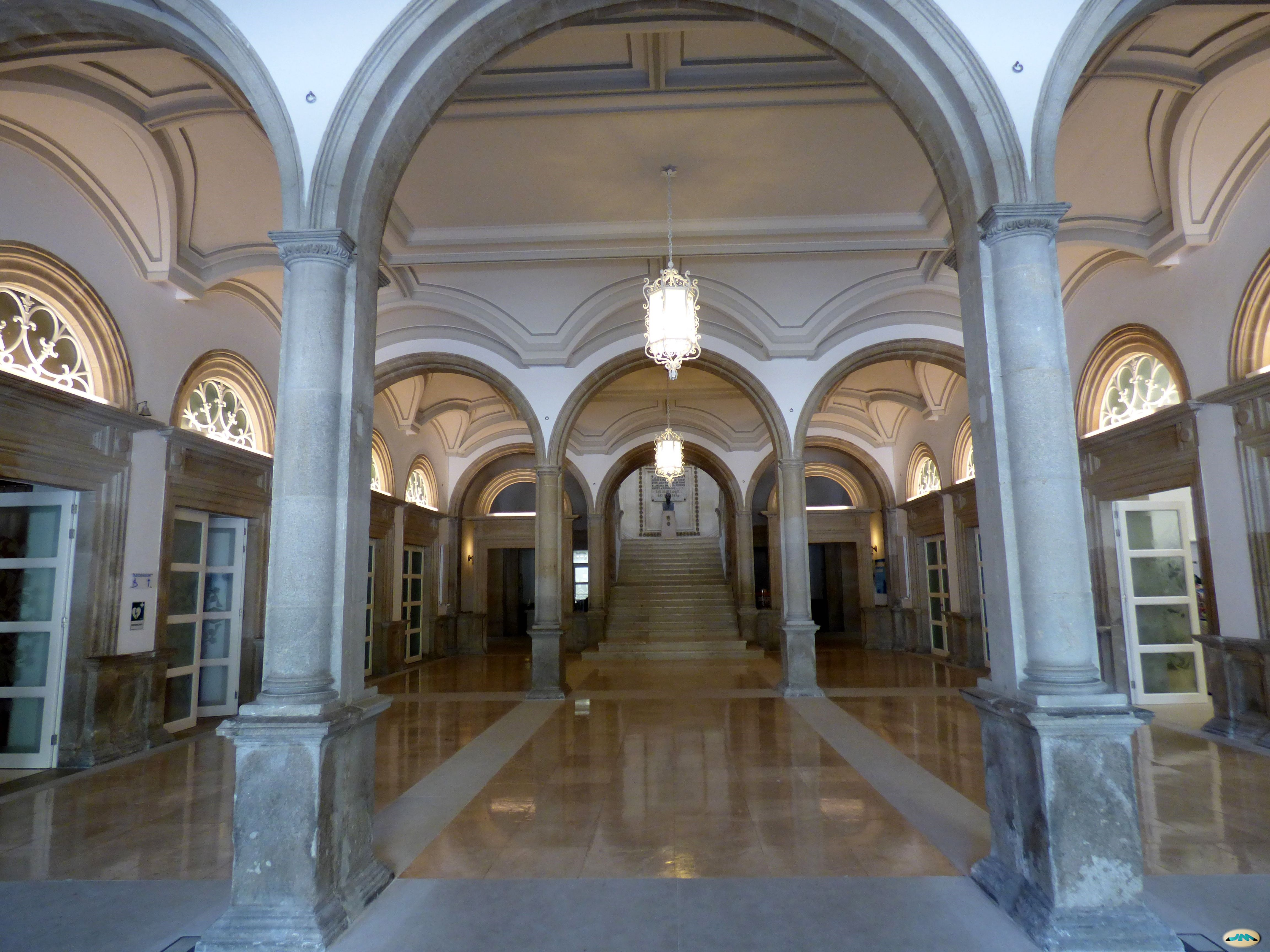
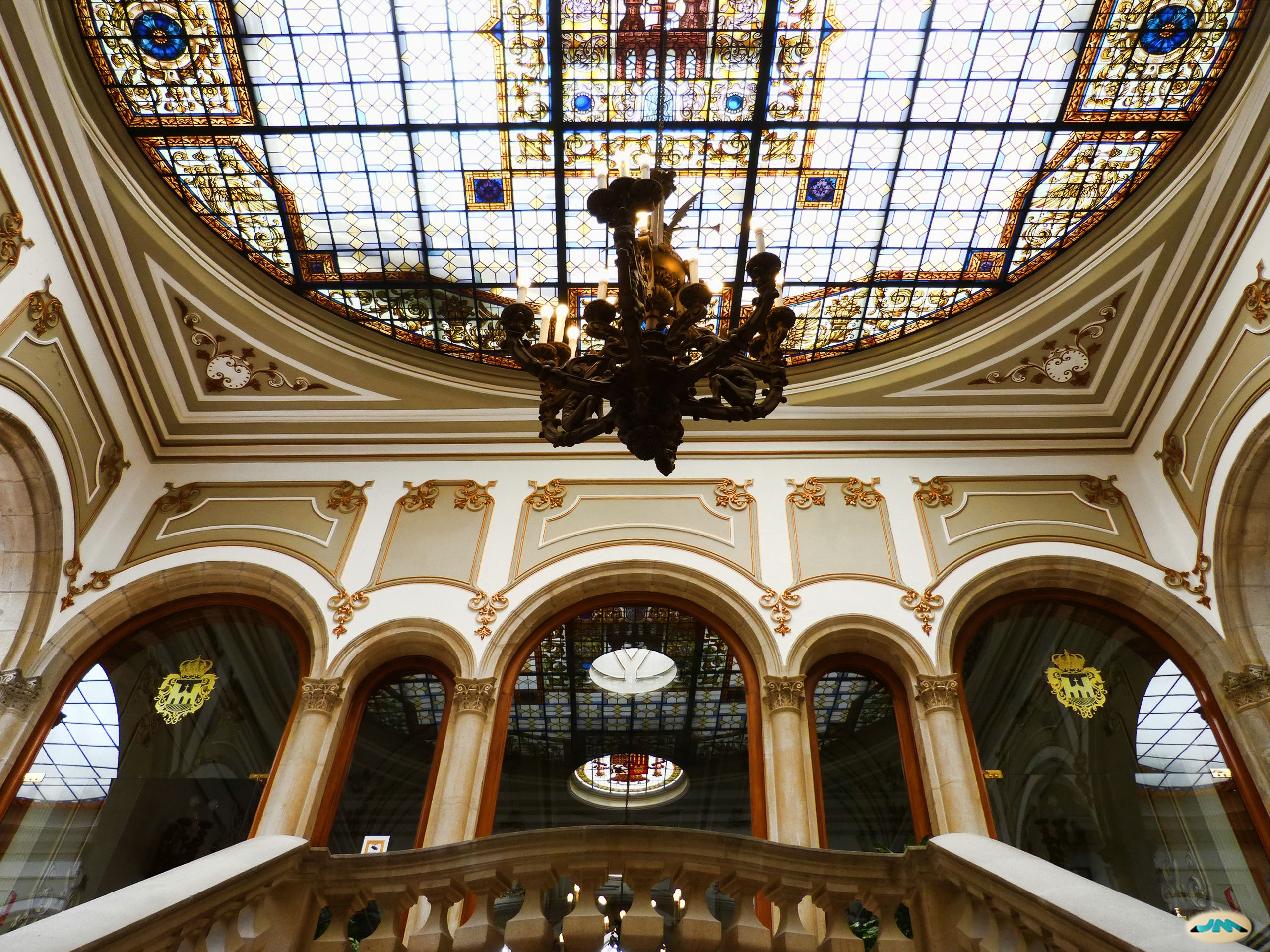
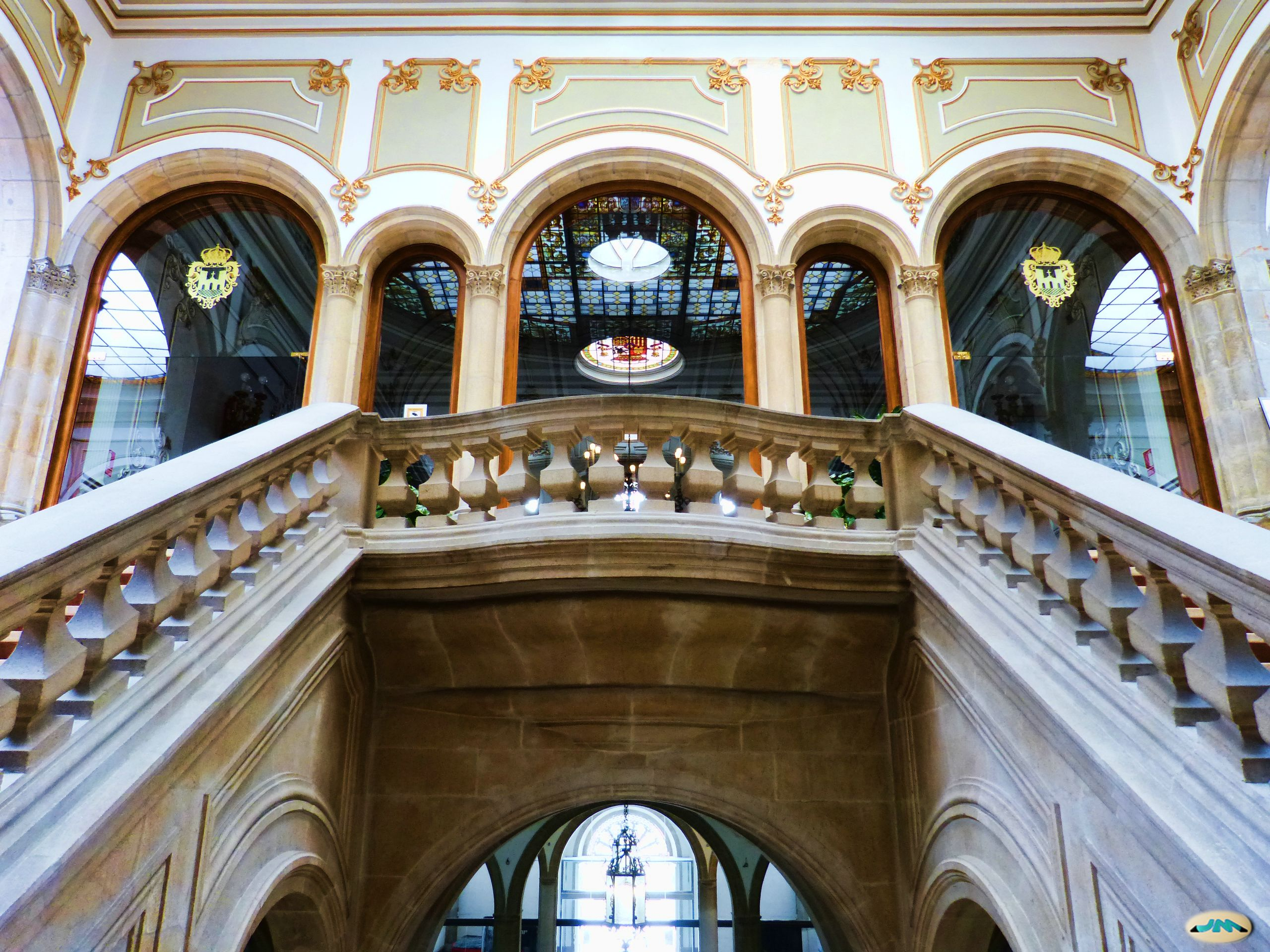
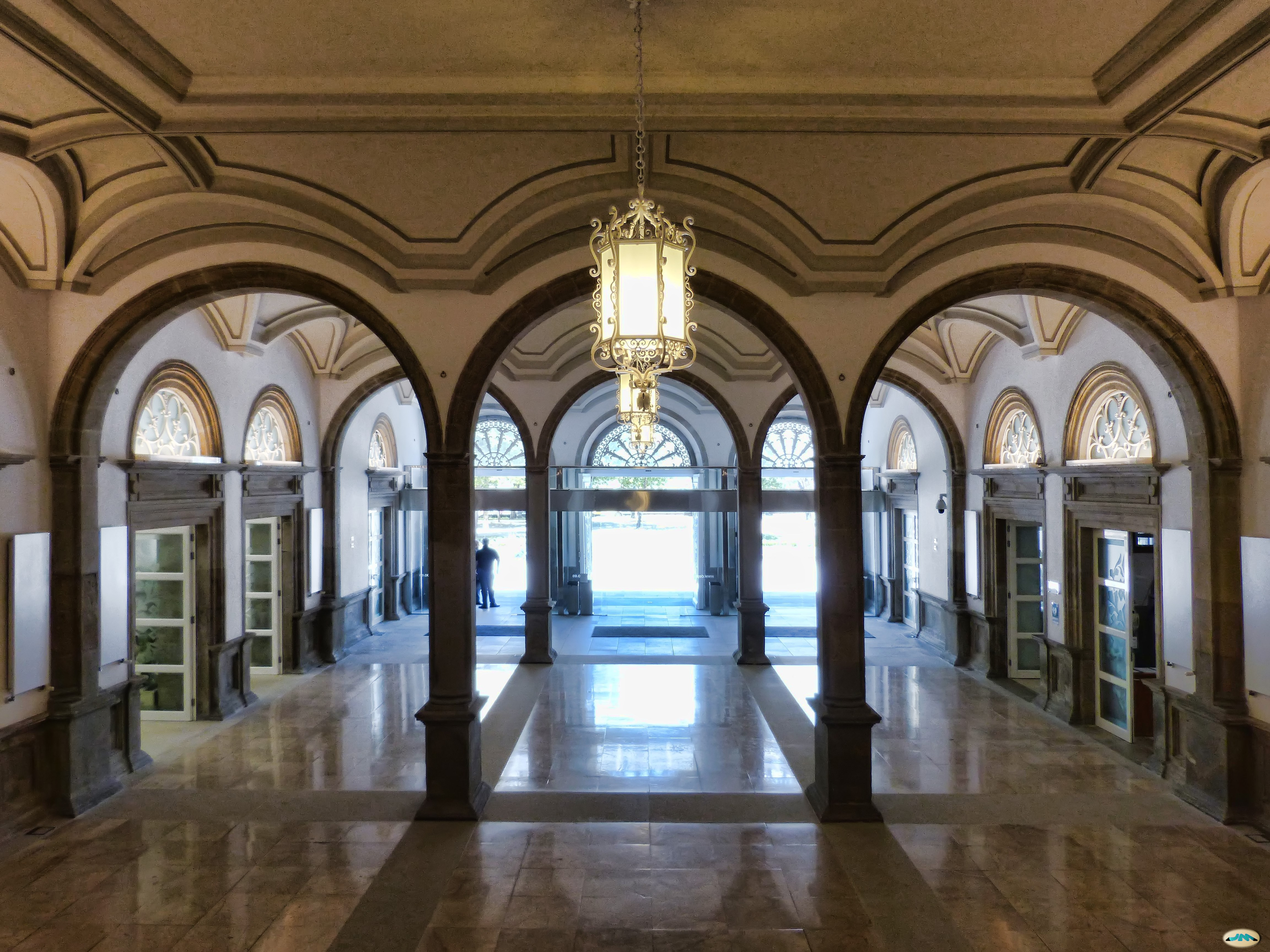
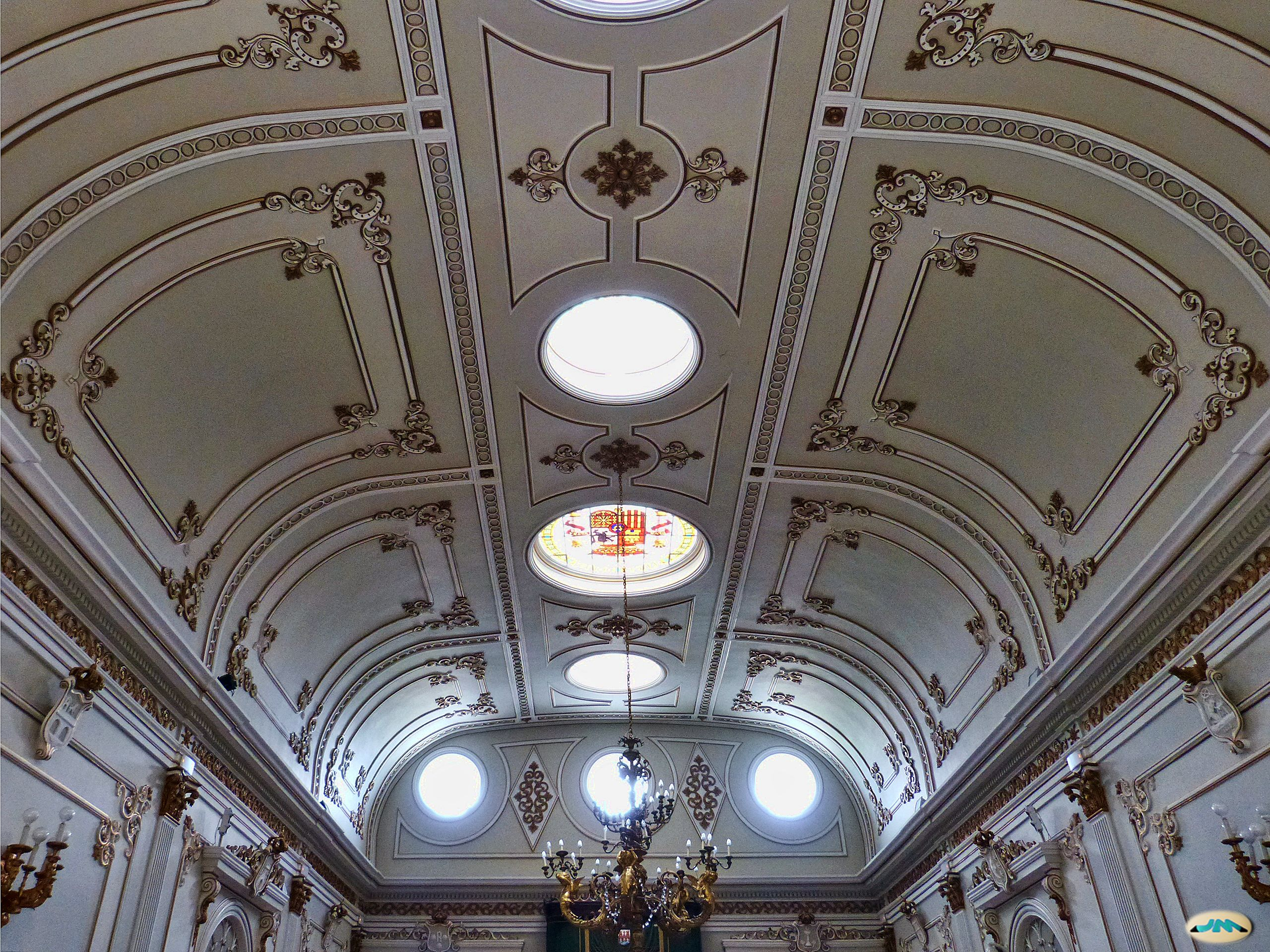